# Emil Weiland
Emil Weiland (27. října 1896 Plzeň – ???) byl český a československý politik Československé strany národně socialistické a poválečný poslanec Prozatímního a Ústavodárného Národního shromáždění. Po roce 1948 vězněn komunistickým režimem.

## Biografie
Narodil se do rodiny železničního úředníka Emila Weilanda (1859-1901) a jeho manželky Albíny, roz. Wondrášové. Maturoval na reálné škole v Plzni a od roku 1914 studoval učitelský kurz v Praze. Pak vyučoval na obecné škole v Plzni jako pomocný učitel. V roce 1918 byl zatčen policií pro šíření velezrádných tiskovin. Po vzniku republiky byl opět učitelem v Plzni, ale pro neshody se školním inspektorem musel pracovní místo opustit. Roku 1919 nastoupil jako aspirant do železniční výtopny v Plzni. Pak přešel na Slovensko, kde pracoval u drah do roku 1923. Následně přesídlil do Liberce a nastoupil jako železniční účetní. Na tomto postu působil až do roku 1938. V roce 1925 se oženil. Jeho manželkou byla Milada, rozená Rajmonová. Po anexi Sudet se přestěhoval s manželkou do Loun. Po válce se opět vrátil do Liberce a byl zde vrchním inspektorem ČSD.
Od roku 1924 byl členem národních socialistů. Byl důvěrníkem strany a členem jejího obvodního výboru.
Po roce 1945 působil jako krajský tajemník ČSNS. V letech 1945–1946 byl poslancem Prozatímního Národního shromáždění za národní socialisty. V parlamentu setrval až do parlamentních voleb v roce 1946, pak se stal poslancem Ústavodárného Národního shromáždění za národní socialisty. Zde zasedal formálně až do voleb do Národního shromáždění roku 1948.
Po únorovém převratu v roce 1948 byl politicky pronásledován. 10. prosince 1949 zatčen a v politickém procesu odsouzen do vězení. Rozsudek byl vynesen v Liberci ve dnech 18.–21. července 1950 za účasti veřejnosti. Souzeni byli čtyři místní nekomunističtí aktivisté, včetně Weilanda. Měl být ve styku s Antonií Kleinerovou z ilegální organizace národních socialistů a dalšími představiteli této předúnorové strany. Byl mu vyměřen trest doživotního odnětí svobody.
Byl vězněn na různých místech. Roku 1955 mu byl při amnestii trest snížen na 25 let vězení. Na svobodu se dostal v květnu 1960, kdy byl propuštěn v rámci amnestie. Nastoupil pak jako vedoucí trafiky v Liberci. 3. října 1961 byl znovu zatčen. Přiznal se, že se scházel s dalšími bývalými politickými vězni a že mluvil negativně o politickém uspořádání v Československu. Byl obviněn z podvracení republiky. Byl pak odsouzen na čtyři roky, ale po odvolání mu byl trest snížen na pět měsíců. Zároveň ale odvolací soud upozornil na to, že nejnovější trestný čin měl Weiland provést v zkušební lhůtě amnestie z roku 1960, takže si musí odpykat i zbytek původního trestu ve výši 14 let a 7 měsíců. Ve vězení zůstal do roku 1964, kdy mu krajský prokurátor přerušil na jeden rok výkon trestu. Přihlédnuto bylo k jeho špatnému zdravotnímu stavu. Jeho další osudy nejsou známé. Podle některých zdrojů zemřel ve vězení.